# Саннохе (уезд)
Саннохе (яп. 三戸郡 Саннохе-гун) — уезд, расположенный в префектуре Аомори (Япония). Состоит из двух изолированных участков — разделены городом Хатинохе, который ранее был в составе уезда.
Площадь — 969.38 км², Население — 73 955 человек (на 2013 год).

## Населённые пункты
- посёлок Гонохе
- посёлок Намбу
- посёлок Саннохе
- село Синго
- посёлок Такко
- посёлок Хасиками

## История
Преобразования уезда:
- 1 июля 1909 год — селу Хатинохе был присвоен статус посёлка
- 10 ноября 1928 год — селу Такко присвоен статус посёлка
- 1 мая 1929 год — посёлок Хатинохе был выделен из состава уезда и получил статус города. 8 сёл в период 1942—2005 года вошли в состав города Хатинохе.
- 1955 год — в состав посёлка Соннохе (20 марта) вошли 3 села, Такко (1 марта) — 1 село, Гонохе (1 июля) — 3 села, сёла Накуи и Китагава объединены в посёлок Накуи,
- 1 мая 1980 год — селу Хасиками присвоен статус посёлка
- 1 июля 2004 год — село Кураиси вошло в состав посёлка Гонохе
- 1 января 2006 год — село Фукучи и посёлок Накуи вошло в состав посёлка Намбу